# Cinabra rendalli
Cinabra rendalli är en fjärilsart som beskrevs av Rothschild 1896. Cinabra rendalli ingår i släktet Cinabra och familjen påfågelsspinnare. Inga underarter finns listade i Catalogue of Life.